# Evangelische Kirche (Niedermöllrich)

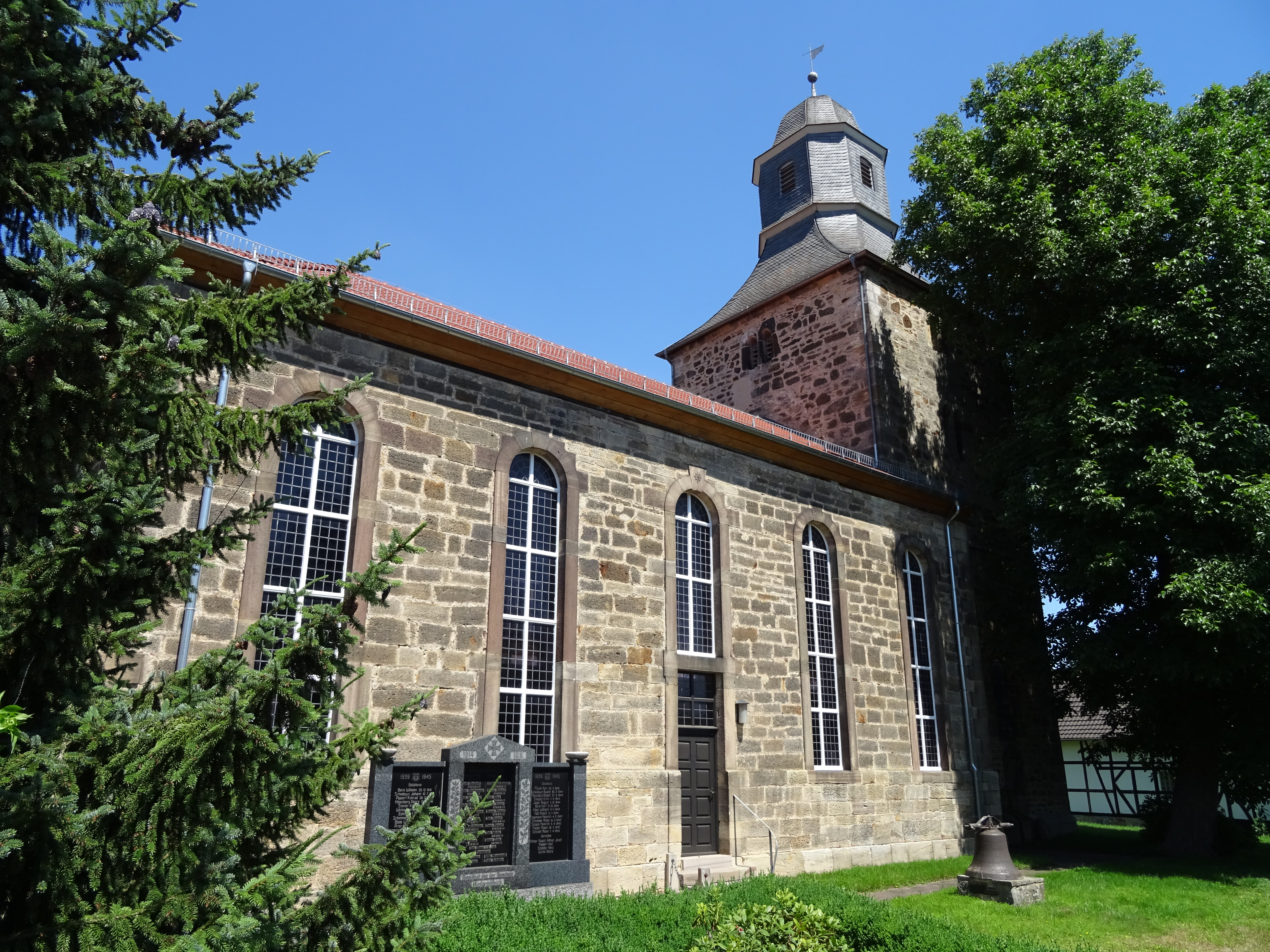
Evangelische Kirche in Niedermöllrich

Die evangelische Kirche Niedermöllrich ist ein denkmalgeschütztes Kirchengebäude im Ortsteil Niedermöllrich der Gemeinde Wabern im Schwalm-Eder-Kreis in Hessen. Die Kirche gehört zum Gesamtverband Niedermöllrich im Kirchenkreis Schwalm-Eder im Sprengel Marburg der Evangelischen Kirche von Kurhessen-Waldeck.

## Beschreibung
Der frühgotische Chorturm aus Bruchsteinen wurde um 1300 gebaut. Die schiefergedeckte Haube mit den Klangarkaden, hinter denen sich der Glockenstuhl befindet, wurde ihm erst 1748 aufgesetzt. Das Kirchenschiff der Saalkirche aus Quadermauerwerk wurde 1826/1827 nach einem Entwurf vom Landbaumeister Peter Augener nach Osten angefügt. Der ehemalige Chor ist mit einem Kreuzrippengewölbe auf Konsolen überspannt. Die klassizistische Kirchenausstattung stammt aus der Bauzeit. Die Orgel mit 14 Registern, einem Manual und Pedal wurde 1847 von Friedrich Bechstein und Valentin Möller gebaut und 1986 von Hans Peter Mebold restauriert.